# Cultura tedesca (rivista)
Cultura tedesca (con il sottotitolo Deutsche Kultur) è una rivista italiana legata alla cattedra di Lingua e Letteratura tedesca della Università degli Studi Roma Tre, fondata nell'ottobre 1994 e pubblicata inizialmente da Donzelli Editore, e successivamente da Carocci Editore. Dal 2010 al 2012 viene pubblicata dalle Edizioni Bibliotheca Aretina, mentre dal 2013 è passata al Centro Stampa dell'Università degli Studi Suor Orsola Benincasa di Napoli e distribuita dalla casa editrice Mimesis. Gli articoli sono in italiano e in tedesco, mentre gli abstracts sono in inglese. La periodicità è semestrale, ma è stata anche quadrimestrale (dal n. 13 al n. 26).
La rivista è diretta da Marino Freschi e ha un comitato scientifico che comprende Giorgio Agamben, Roberta Ascarelli, Remo Bodei, Cesare Cases (fino al 2005), Lucio d'Alessandro, Paolo d'Angelo, Massimo Ferrari Zumbini, Werner Frick, Aldo Gargani (fino al 2009), Sergio Givone, Micaela Latini, Claudio Magris, Christine Maillard,  Giacomo Marramao, Paola Paumgardhen, Maurizio Pirro, Terence James Reed.
Pur privilegiando il discorso letterario, si propone di interessarsi anche di filosofia, storia, antropologia culturale ed ermeneutica. I numeri sono nella sezione centrale monografici e sono redatti attorno a un autore, un movimento, un luogo, una figura mitica o un fenomeno della letteratura e della cultura in lingua tedesca. Segue una sezione di articoli e saggi e una di rassegne e recensioni.
I numeri hanno un titolo basato sulla parte monografica:
- 1. Thomas Mann (ottobre 1994)
- 2. Il mito (dicembre 1994)
- 3. Musil (aprile 1995)
- 4. Roth (novembre 1995)
- 5. Thomas Mann II (maggio 1996)
- 6. Austria (dicembre 1996)
- 7. I Faust (giugno 1997)
- 8. Hofmannsthal (dicembre 1997)
- 9. Poesia simbolo mito, a cura di Claudia Monti (maggio 1998)
- 10. Letteratura e immigrazione, a cura di Giovanni Scimonello (dicembre 1998)
- 11. Eros (giugno 1999)
- 12. Furio Jesi, a cura di Giorgio Agamben e Andrea Cavalletti (dicembre 1999)
- 13. Goethe e l'Italia, a cura di Marino Freschi (Annali Goethe 2000) (aprile 2000)
- 14. Weimar, a cura di Angelo Bolaffi (luglio 2000)
- 15. Praga (dicembre 2000)
- 16. Juden: percorsi autobiografici, a cura di Roberta Ascarelli (aprile 2001)
- 17. Goethe e la scena (Annali Goethe 2001) (luglio 2001)
- 18. La Scuola di Francoforte, a cura di Giovanni Scimonello e Ralph Szukala (dicembre 2001)
- 19. Romanzo (giugno 2002)
- 20. Nietzsche, a cura di Sandro Barbera (ottobre 2002)
- 21. Goethe e le culture romanze (Annali Goethe 2002)
- 22. Trieste (giugno 2003)
- 23. Ebrei tedeschi in Italia, a cura di Claudia Sonino (dicembre 2003)
- 24. Herder (Annali Goethe 2003)
- 25. Ingeborg Bachmann, a cura di Robert Pichl e Barbara Agnese (aprile 2004)
- 26. Theodor W. Adorno (1903-2003): l'estetica. L'etica, a cura di Elio Matassi ed Elena Tavani (agosto 2004)
- 27. Pensare per immagini: arte e letteratura tra mito e ragione, a cura di Giovanni Scimonello e Ralph Szukala (gennaio 2005)
- 28. Schiller e la cultura italiana
- 29. W. G. Sebald. Storia della distruzione e memoria letteraria, a cura di Walter Busch (luglio-dicembre 2006)
- 30. Canetti, a cura di Roberta Ascarelli e Wilhelm Pfeistlinger (gennaio-giugno 2006)
- 31. Thomas Mann (luglio-dicembre 2006)
- 32. Thomas Bernhard (gennaio-giugno 2007)
- 33. Topografie letterarie, a cura di Francesco Fiorentino (luglio-dicembre 2007)
- 34. Ebraismo e Massoneria, a cura di Marino Freschi (gennaio-giugno 2008)
- 35. I romanzi di Kafka, a cura di Isolde Schiffermuller (luglio-dicembre 2008)
- 36. Brecht (gennaio-giugno 2009)
- 37. 200 anni Faust, a cura di Marino Freschi (luglio-dicembre 2009)
- 38. Berlino, capitale del XXI secolo (gennaio-giugno 2010)
- 39. Lessing, dall'"Emilia" al "Nathan" (luglio-dicembre 2010)
- 40. Letterature del Danubio (gennaio-giugno 2011)
- 41. Sionismo (luglio-dicembre 2011)
- 42/43. 1813. Büchner Hebbel Wagner (gennaio-dicembre 2012)
- 44. Alfred Döblin saggista, a cura di Giulia Cantarutti (gennaio-giugno 2013)
- 45. Ingeborg Bachmann in Italien. Re-Inszenierungen, a cura di Arturo Larcati e Isolde Schiffermüller (aprile 2014)[3]
- 46. 1914: Guerra e Letteratura! (giugno 2014)
- 47/48. Goethe. Libri e viaggi (gennaio 2015)
- 49. Atlanti, reti, topografie. Atlanten, Netzwerke, Topographien (giugno 2015)
- 50. Progetti culturali di fine Settecento fra tardo Illuminismo e Frühromantik (gennaio 2016)
- 51. George Tabori, a cura di Marco Castellari (giugno 2016)
- 52. Rilke e l'Italia, a cura di Marino Freschi (2017)
- 53. Weimar. L'età di Goethe, a cura di Paola Paumgardhen (2017)
- 54. Wolfgang Hildesheimer, a cura di Serena Grazzini (giugno 2018)
- 55. Distorsioni percettive nella Moderne, a cura di Elena Agazzi e Raul Calzoni (dicembre 2018)
- 56. La lettera nella letteratura tedesca ed europea, a cura di Elena Polledri e Simone Costagli (giugno 2019)
- 57. Germania und Austria am Golf von Neapel, a cura di Jean-François Candoni e Stéphane Pesnel (dicembre 2019)
- 58. Ich unterwegs - L'io viaggiante, a cura di Laura Balbiani e Marco Castellari (giugno 2020)
- 59. Stefan George, a cura di Gabriele Guerra e Maurizio Pirro (dicembre 2020)
- 60. Heinrich Böll, a cura di Raul Calzoni e Valentina Serra (giugno 2021)
- 61. Stefan Zweig: politische Publizistik, a cura di Arturo Larcati e Isolde Schiffermüller (dicembre 2021)
- 62. Thomas Bernhard. Nella direzione opposta, a cura di Stefano Apostolo e Micaela Latini (dicembre 2021)
- 63. Antisemitismus, a cura di Sandro M. Moraldo (giugno 2022)
- 64. La Nascita della tragedia di Friedrich Nietzsche. Centocinquant'anni dopo, a cura di Maurizio Pirro e Luca Zenobi (dicembre 2022)
- 65. Ernst Jünger, a cura di Gabriele Guerra e Giulia Iannucci (giugno 2023)
- 66. Günter Grass, a cura di Elena Agazzi e Raul Calzoni (dicembre 2023)
- 67. Letteratura al Caffè, a cura di Micaela Latini (giugno 2024)
- 68. Effetto Werther, a cura di Marco Castellari e Maurizio Pirro (dicembre 2024)
- 69. Robert Musil. La geometria dell'anima, a cura di René Capovin e Micaela Latini (giugno 2025)